# Catapulta per aerei
La catapulta per aerei è un tipo di attrezzatura meccanica a vapore atta a fornire una spinta iniziale per favorire il decollo dei velivoli imbarcati ovviando al problema del ridotto spazio disponibile per l'acquisizione della velocità di distacco dal suolo.

## Storia

### Sviluppo

#### L'avvento delle catapulte

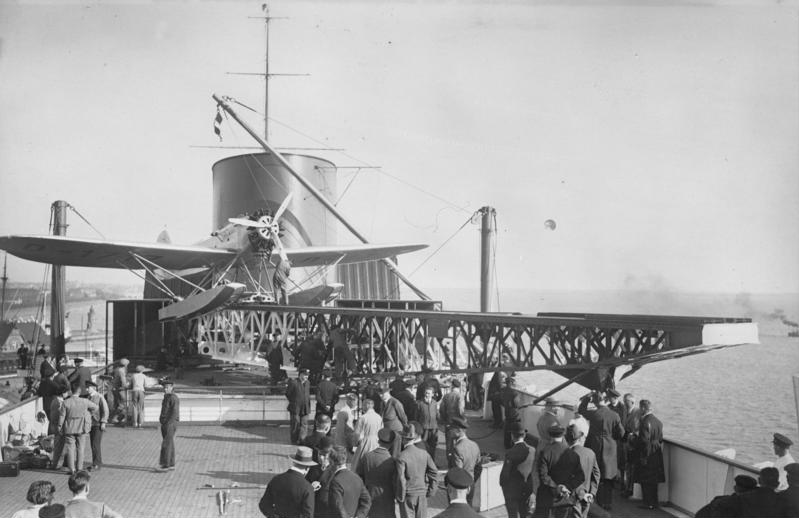
L'idrovolante postale Heinkel HE 12, marche D-1717, posizionato sulla catapulta a bordo del transatlantico TS Bremen.

Fino alla seconda guerra mondiale la maggior parte delle catapulte per aerei era di tipo idraulico, anche se singole catapulte a vapore venivano utilizzate su alcune imbarcazioni. Di norma il vapore necessario per il funzionamento delle catapulte a vapore veniva fornito dai motori anche se in singoli casi si ricorreva ad un generatore di vapore che funzionava a perossido di idrogeno.
Lo sviluppo delle prime catapulte a vapore risale ai primi anni trenta, quando si impiegarono per la prima volta nella storia velivoli che decollavano dal ponte delle navi. Ciò nonostante le catapulte per aerei videro il loro debutto a bordo di pesanti incrociatori dai quali si lanciavano gli idrovolanti per la ricognizione senza doverli prima mettere in acqua.

#### L'utilizzo in campo militare

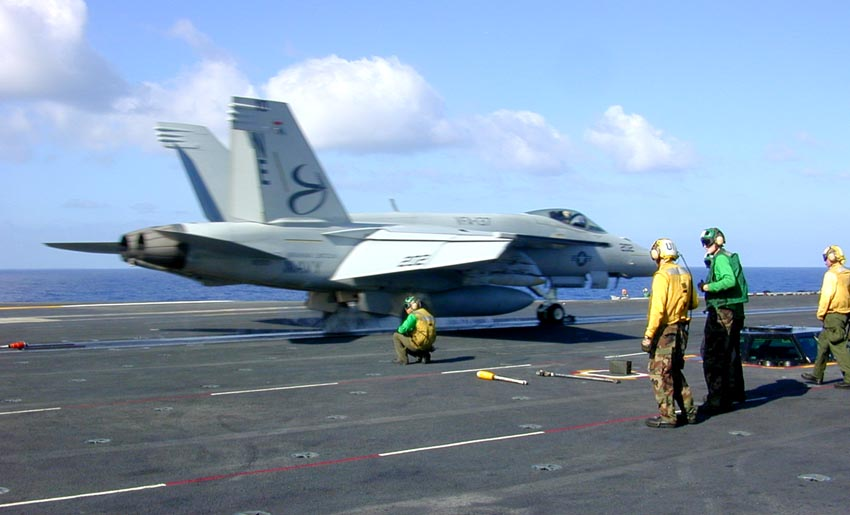
Un F/A-18 Hornet della U.S. Navy pochi attimi dopo lo sgancio della barra di ancoraggio posteriore (di colore rosso visibile sulla sinistra dell'immagine) mentre viene accelerato per il decollo dalla catapulta sul ponte della USS Abraham Lincoln.

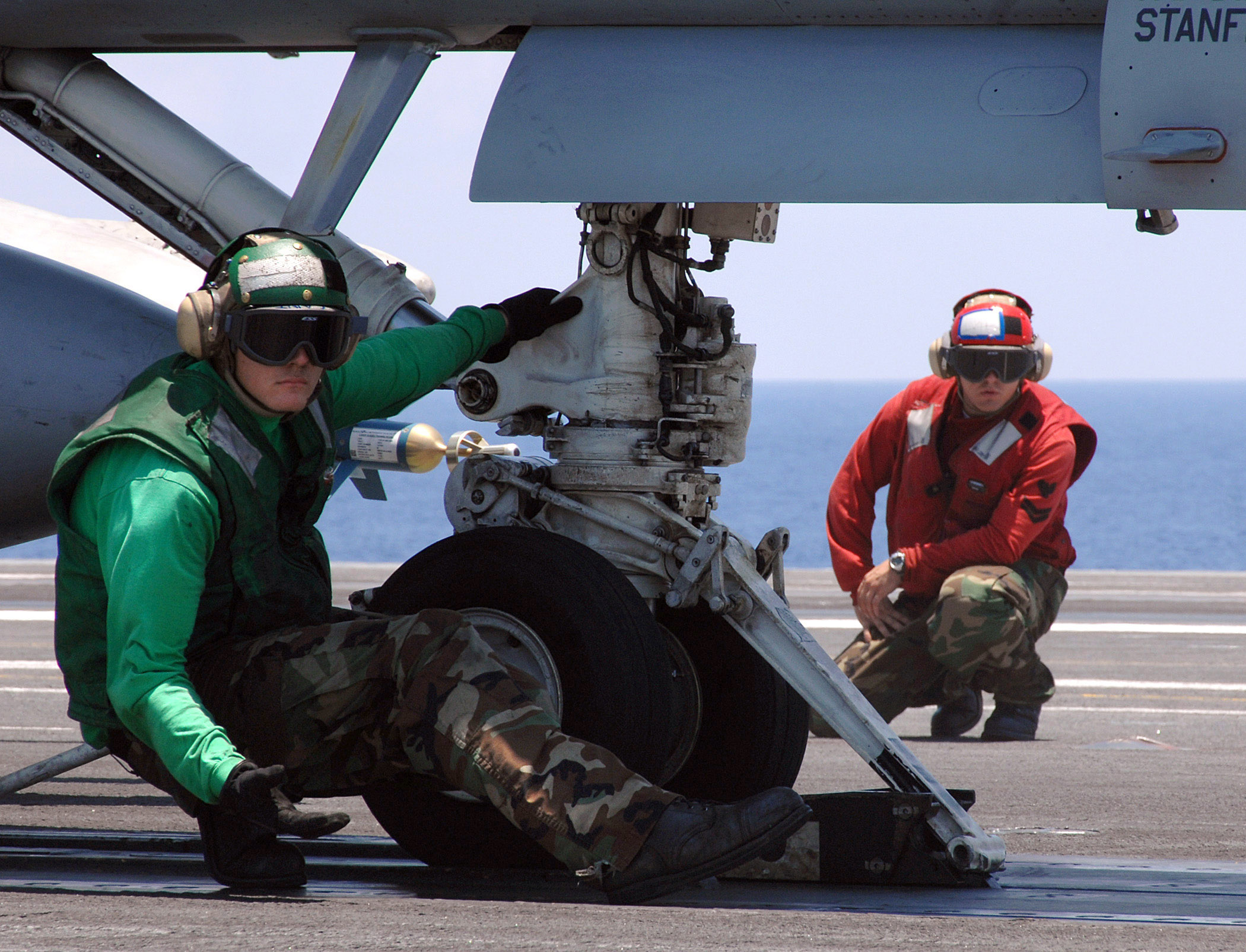
Sistema di aggancio alla catapulta fotografato prima del decollo.

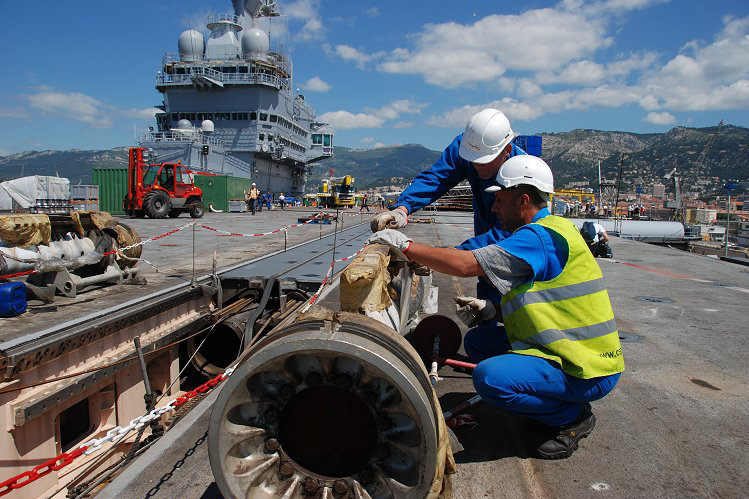
Elementi della catapulta della portaerei Charles de Gaulle smontati durante l'aggiornamento del 2008.

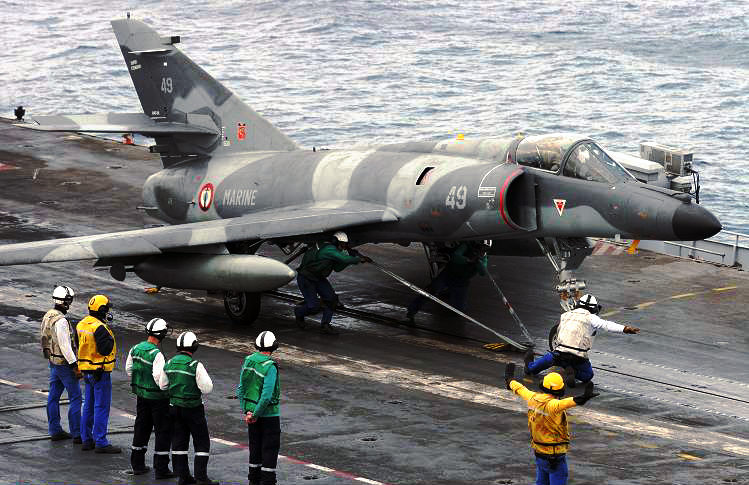
Un Dassault Super Étendard dell'Aviation navale prima di essere lanciato dalla catapulta della Charles de Gaulle nel giugno 2007. Gli operatori sul ponte segnalano a gesti al pilota l'avanzare delle fasi del lancio.

Con lo sviluppo degli apparecchi e con il conseguente aumento del peso dei velivoli, i ponti di volo delle prime portaerei risultarono sempre meno adatti a far decollare dei velivoli ed apparvero sempre troppo corti per permettere a questi di alzarsi in volo, costringendo di fatto i progettisti di queste navi a ricorrere a delle catapulte per lanciare in volo i velivoli. A partire dal 1950 si iniziarono ad utilizzare le prime catapulte a vapore di concezione moderna molto simili a quelle usate a tutt'oggi sulle maggiori portaerei. La prima nave militare ad essere dotata di una catapulta a vapore di questo tipo fu la HMS Perseus della Classe Colossus.

## Descrizione tecnica

### Funzionamento
Il sistema di lancio consiste in un solco realizzato sul ponte di volo, all'interno del quale viene fatto muovere un sistema di aggancio degli aerei in grado di accelerare in avanti ad alta velocità il velivolo. Il carrello anteriore degli aerei viene collegato al dispositivo nel solco e tutto l'aereo viene proiettato ad una velocità sufficiente per il decollo dalla nave.
Nel caso delle portaerei moderne statunitensi, viene impiegata una barra d'acciaio che rimane agganciata all'aereo da lanciare. Al momento del decollo vengono rilasciati dei fermi, che liberano un pistone inserito in un circuito a pressione dove era stato fatto accumulare vapore. Il pistone si muove e l'aereo raggiunge in 4 secondi una velocità rispetto all'aria somma della velocità impressa dal pistone alla quale va aggiunta la velocità del vento e il vento causato dal movimento della nave. Le catapulte vengono dimensionate per far raggiungere una velocità sufficiente all'apparecchio tale da farlo mantenere in volo, anche in caso di avaria o arresto di un motore.

### Impiego
In genere catapulte per aerei sono presenti sui seguenti tipi di navi:
- nave appoggio idrovolanti
- navi CAM
- portaerei

#### Portaerei
(lista parziale delle unità equipaggiate)
 Brasile
- São Paulo (A-12), 2 catapulte a vapore Mitchell-Brown da 50m tipo BS5

 Francia
- Arromanches (R 95), 1 catapulta
- La Fayette (R 96), 2 catapulte idrauliche
- Bois Belleau (R 97), 2 catapulte idrauliche
- Clemenceau (R 98), 2 catapulte a vapore Mitchell-Brown da 50m tipo BS5
- Foch (R 99), 2 catapulte a vapore Mitchell-Brown da 50m tipo BS5
- Charles de Gaulle (R 91), 2 catapulte a vapore da 75m tipo C13-3

 Stati Uniti
- USS Midway (CV-41), 2 catapulte a vapore tipo C-13-0
- USS Coral Sea (CV-43), 3 catapulte a vapore tipo C-11-1
- USS Saratoga (CV-60), 2 catapulte a vapore tipo C-11 e 2 C-7
- USS Ranger (CV-61), 4 catapulte a vapore tipo C-7
- USS Independence (CV-62), 4 catapulte a vapore tipo C-13-0
- USS Kitty Hawk (CV-63), 4 catapulte a vapore tipo C-13-0
- USS Constellation (CV-64), 4 catapulte a vapore tipo C-13-0
- USS Enterprise (CVN-65), 4 catapulte a vapore tipo C-13-1
- USS America (CV-66), 3 catapulte a vapore tipo C-13-0 e 1 C-13-1
- USS John F. Kennedy (CV-67), 3 catapulte a vapore tipo C-13-0 e 1 C-13-1
- USS Nimitz (CVN-68), 4 catapulte a vapore tipo C-13-1
- USS Dwight D. Eisenhower (CVN-69), 4 catapulte a vapore tipo C-13-1
- USS Carl Vinson (CVN-70), 4 catapulte a vapore tipo C-13-1
- USS Theodore Roosevelt (CVN-71), 4 catapulte a vapore tipo C-13-1
- USS Abraham Lincoln (CVN-72), 4 catapulte a vapore tipo C-13-2
- USS George Washington (CVN-73), 4 catapulte a vapore tipo C-13-2
- USS John C. Stennis (CVN-74), 4 catapulte a vapore tipo C-13-2
- USS Harry S. Truman (CVN-75), 4 catapulte a vapore tipo C-13-2
- USS Ronald Reagan (CVN-76), 4 catapulte a vapore tipo C-13-2
- USS George H. W. Bush (CVN-77), 4 catapulte a vapore tipo C-13-2